# 嘉陵頜鬚鮈
嘉陵颌须鮈（学名：Gnathopogon herzensteini）为輻鰭魚綱鯉形目鲤科颌须鮈属的鱼类。在中国，分布于嘉陵江上游及汉水上游等。该物种的模式产地在甘肃徽县。體長可達7公分。